# Корфу (областна единица)
Корфу е ном в Гърция. Съдържа островите Корфу, Паксос и други острови, всички от които са разположени в Йонийско море. Номът е част от административната област на Гърция Йонийски острови. Ном Корфу е с население от 113 658 жители (2005 г.) и обща площ от 641 км². Административният център на нома е едноименният град Корфу.